# شارل کویوس
شارل کویوس (فرانسوی: Charles Kouyos‎; ۱۰ فوریهٔ ۱۹۲۸ – ۱۲ دسامبر ۱۹۹۴) کشتی‌گیر اهل فرانسه بود.
وی در مسابقات کشوری و بین‌المللی در مجموع برندهٔ ۱ مدال برنز شده‌است.